# Солон (Мен)
Солон (англ. Solon) — місто (англ. town) в США, в окрузі Сомерсет штату Мен. Населення — 978 осіб (2020).

## Демографія
Згідно з переписом 2010 року, у місті мешкали 1053 особи в 459 домогосподарствах у складі 292 родин. Було 657 помешкань
Расовий склад населення:
| - 97,9 % — білих - 0,4 % — корінних американців - 0,2 % — чорних або афроамериканців - 0,1 % — азіатів |

До двох чи більше рас належало 1,4 %. Частка іспаномовних становила 0,4 % від усіх жителів.
За віковим діапазоном населення розподілялося таким чином: 20,1 % — особи молодші 18 років, 64,8 % — особи у віці 18—64 років, 15,1 % — особи у віці 65 років та старші. Медіана віку мешканця становила 45,4 року. На 100 осіб жіночої статі у місті припадало 111,0 чоловіків;  на 100 жінок у віці від 18 років та старших — 111,3 чоловіків також старших 18 років.
Середній дохід на одне домашнє господарство  становив 58 517 доларів США (медіана — 54 583), а середній дохід на одну сім'ю — 61 064 долари (медіана — 56 250). Медіана доходів становила 38 750 доларів для чоловіків та 31 141 долар для жінок. За межею бідності перебувало 12,8 % осіб, у тому числі 28,8 % дітей у віці до 18 років та 2,5 % осіб у віці 65 років та старших.
Цивільне працевлаштоване населення становило 386 осіб. Основні галузі зайнятості: освіта, охорона здоров'я та соціальна допомога — 21,8 %, роздрібна торгівля — 15,0 %, будівництво — 13,5 %.